# 费昂艾
费昂艾（法語：Fey-en-Haye，法語發音：[fɛ ɑ̃ ɛ]）是法国默尔特-摩泽尔省的一个市镇，属于南锡区。

## 地名
“费昂艾”（Fey-en-Haye）一名在法语中意为“艾森林中的费”。

## 地理
费昂艾（48°54'10"N, 5°57'42"E）面积7.05 平方千米，位于法国大東部大區默尔特-摩泽尔省，该省份为法国东北部内陆省份，是洛林的一部分，北邻比利时、卢森堡，北起顺时针与摩泽尔省、下莱茵省、孚日省和默兹省接壤。
与费昂艾接壤的市镇（或旧市镇、城区）包括：利梅雷默诺维尔、马梅、蒙托维尔、诺鲁瓦莱蓬塔穆松、蒂欧库尔-勒涅维尔、特雷河畔维尔塞。
费昂艾的时区为UTC+01:00、UTC+02:00（夏令时）。

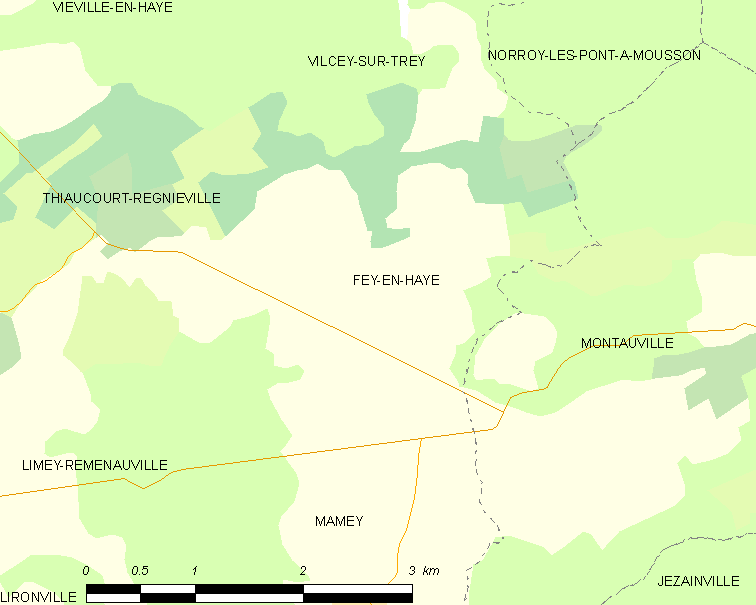
费昂艾的OSM定位图

## 行政
费昂艾的邮政编码为54470，INSEE市镇编码为54193。

## 政治
费昂艾所属的省级选区为蓬塔穆松县。

## 人口

1962-2008年间费昂艾人口变化图示

费昂艾于2022年1月1日时的人口数量为59人。